# Calyptraster vitreus
Calyptraster vitreus is een zeester uit de familie Pterasteridae.
De wetenschappelijke naam van de soort werd in 1972 gepubliceerd door Bernasconi.